# Ґаліни-Дуже
Ґаліни-Дуже (пол. Galiny Duże) — село в Польщі, у гміні Біла-Равська Равського повіту Лодзинського воєводства.
У 1975-1998 роках село належало до Скерневицького воєводства.